# 津島駅
津島駅（つしまえき）は、愛知県津島市錦町にある、名古屋鉄道の駅である。駅番号はTB07。manacaの利用が可能。
本項ではかつて駅に併設されていた津島車庫（つしましゃこ）についても記述する。

## 歴史
- 1898年（明治31年）4月3日 - 尾西鉄道津島駅開業。
- 1914年（大正3年）1月23日 - 名古屋電気鉄道新津島駅開業。
- 1921年（大正10年）7月1日 - 名古屋電気鉄道が名古屋鉄道に事業を譲渡。
- 1925年（大正14年）8月1日 - 尾西鉄道と名古屋鉄道が合併。
- 1931年（昭和6年）10月25日 - 新津島駅を津島駅に統合[1]。
- 1964年（昭和39年）7月1日 - 貨物営業廃止（代替として日比野駅に貨物側線増設）[2]。
- 1966年（昭和41年）4月18日 - 高架化事業に伴い東駅舎閉鎖[3]。
- 1968年（昭和43年）
  - 5月3日 - 津島駅付近高架化（約1.6キロ）[4]。
  - 9月3日 - 津島駅ビル完成[4]。ビル内に名鉄ストアー開店[5]。
- 1969年（昭和44年）
  - 5月15日 - 定期券印刷発行機使用開始[6]。
  - 6月1日 - 定期券専用自動改札機使用開始[6]。
- 1987年（昭和62年）5月 - 自動改札機設置[7]。
- 1997年（平成9年）津島自動車営業所が移転。
- 2005年（平成17年）
  - 7月14日 - トランパス導入。
  - 10月2日 - バリアフリー化工事竣工[1]。エレベーター、多機能トイレ新設[8]。
- 2011年（平成23年）2月11日 - ICカードmanaca導入。
- 2012年（平成24年）2月29日 - トランパス供用終了。

## 利用可能な鉄道路線
名古屋鉄道
- 尾西線
- 津島線

津島線は終着駅であり、尾西線は、津島線に合わせる形で弥富方面が下り、一宮方面が上りとなる。なお、尾西線の列車番号は津島から弥富・一宮方面が奇数、津島方面が偶数となっている。
平日朝に限り、一宮方面と佐屋方面からの列車が当駅で併結し、名古屋方面に向かう設定もある。

## 駅構造
1面2線の島式ホームを持つ高架駅で、乗り場の有効長は8両分、津島線と尾西線とで乗り場を共用している。当駅発の森上方面一宮行の列車は津島線列車の発着によって乗り場が変わる。なお、当駅には留置線がないため乗り場の状況によっては日比野駅や佐屋駅などに回送して折り返す場合もある。
発車標は、行灯方式であったが、空港線開業時のダイヤ改正からLED方式に置き換えられた。これに伴い、自動放送も稼動した。自動放送は同じ尾西線でも内容は異なり、津島駅の自動放送は、一宮行到着の際「森上方面」としか流れず、名鉄一宮駅と異なり萩原は方面として流れない。発車時の電子ベルは名鉄名古屋駅1番線と同じものである。改札口は1か所で、自動券売機（継続manaca定期乗車券及び新規通勤manaca定期乗車券の購入も可能）・ICカードチャージ機・自動改札機などの設備がある。エレベーターも設置済み。なお南北方向に設置された高架駅ではあるが、改札口は西側のみに設置されているので、東側からは直接出入りできず、駅の北側または南側経由で一旦西側に渡る必要がある。
駅北側では、津島線の上り線から尾西線の複線が分岐する配線となっている。町方方面から当駅到着時、ワンマンカーでの自動放送は「須ヶ口、名古屋方面と佐屋、弥富方面は乗換です」と流れ、津島線とはアナウンスされない。逆に日比野方面からの到着の際は基本的に「森上方面の尾西線は乗換です」と車内アナウンスされる。
駅ビルは1968年（昭和43年）9月に名鉄ストアーとして出店した名鉄パレが2000年度まで営業していたが閉店し、1階の改札口周りの店舗（コンビニエンスストア）が営業するのみとなっている。旧名鉄パレ跡のスペースは、1階は駐輪場に、2階は時折鉄道部品即売会などの名鉄のイベントに使用されている。

### のりば
| 番線      | 路線                   | 方向                         | 行先            | 備考             |
| --------- | ---------------------- | ---------------------------- | --------------- | ---------------- |
| 1         | TB尾西線 （TB 津島線） | 下り                         | 弥富方面        | 津島線からの直通 |
| 1         | BS 尾西線              | 上り                         | 名鉄一宮ゆき    |                  |
| 2         | BS 尾西線              | 上り                         | 名鉄一宮ゆき    |                  |
| TB 津島線 | 上り                   | 須ケ口・名鉄名古屋・金山方面 | 当駅始発は1番線 |                  |

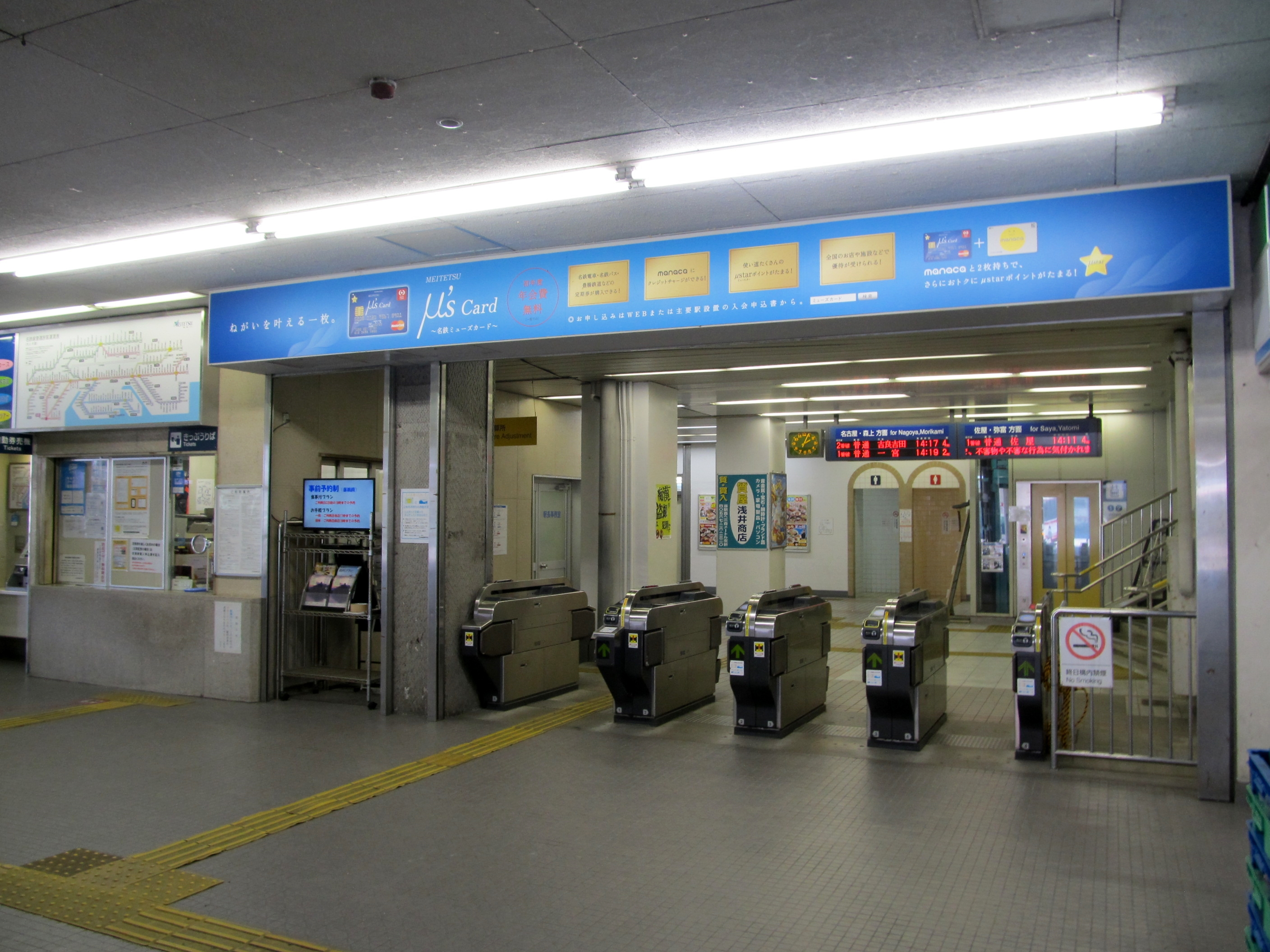
改札口
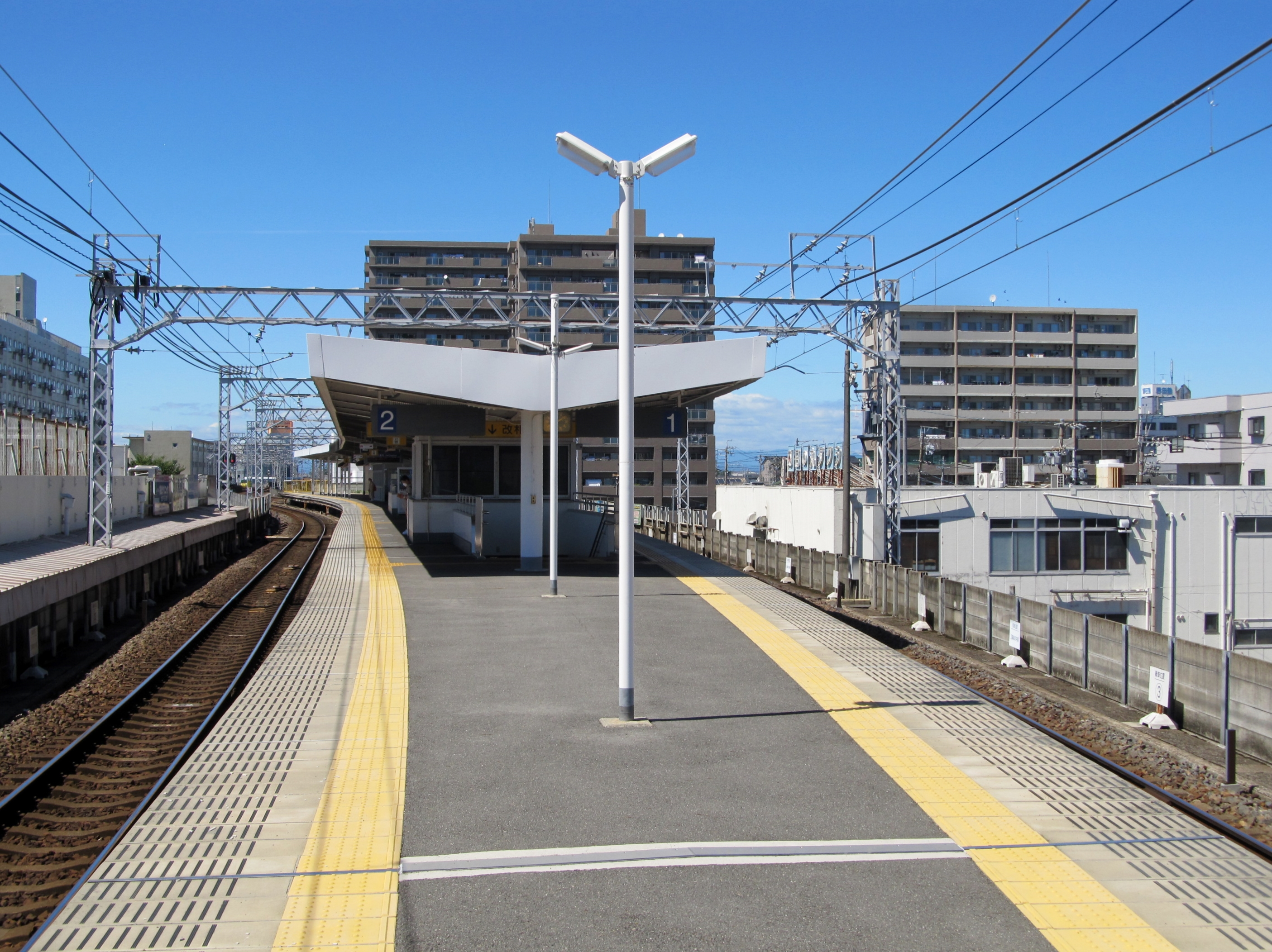
乗り場
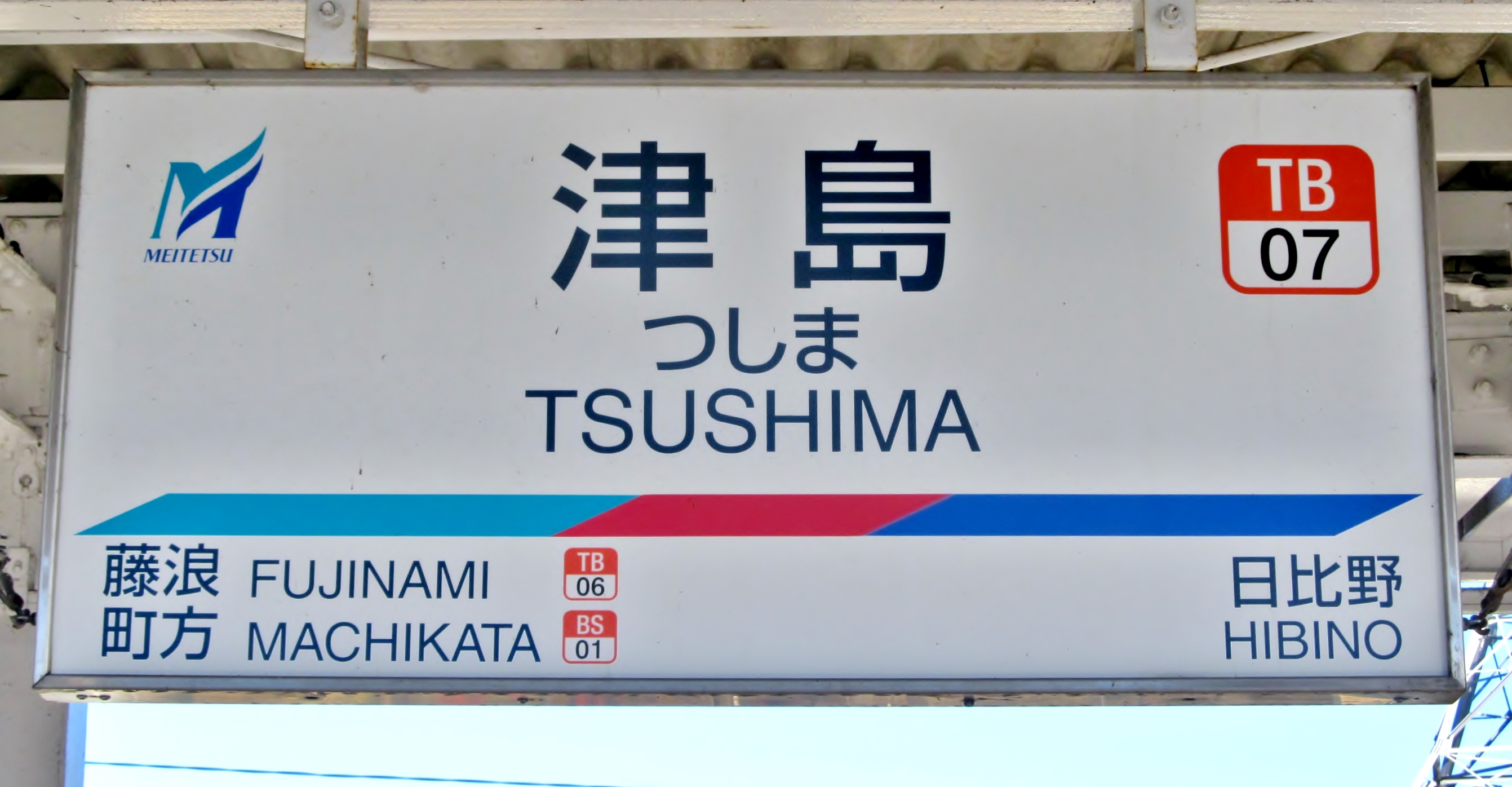
駅名標
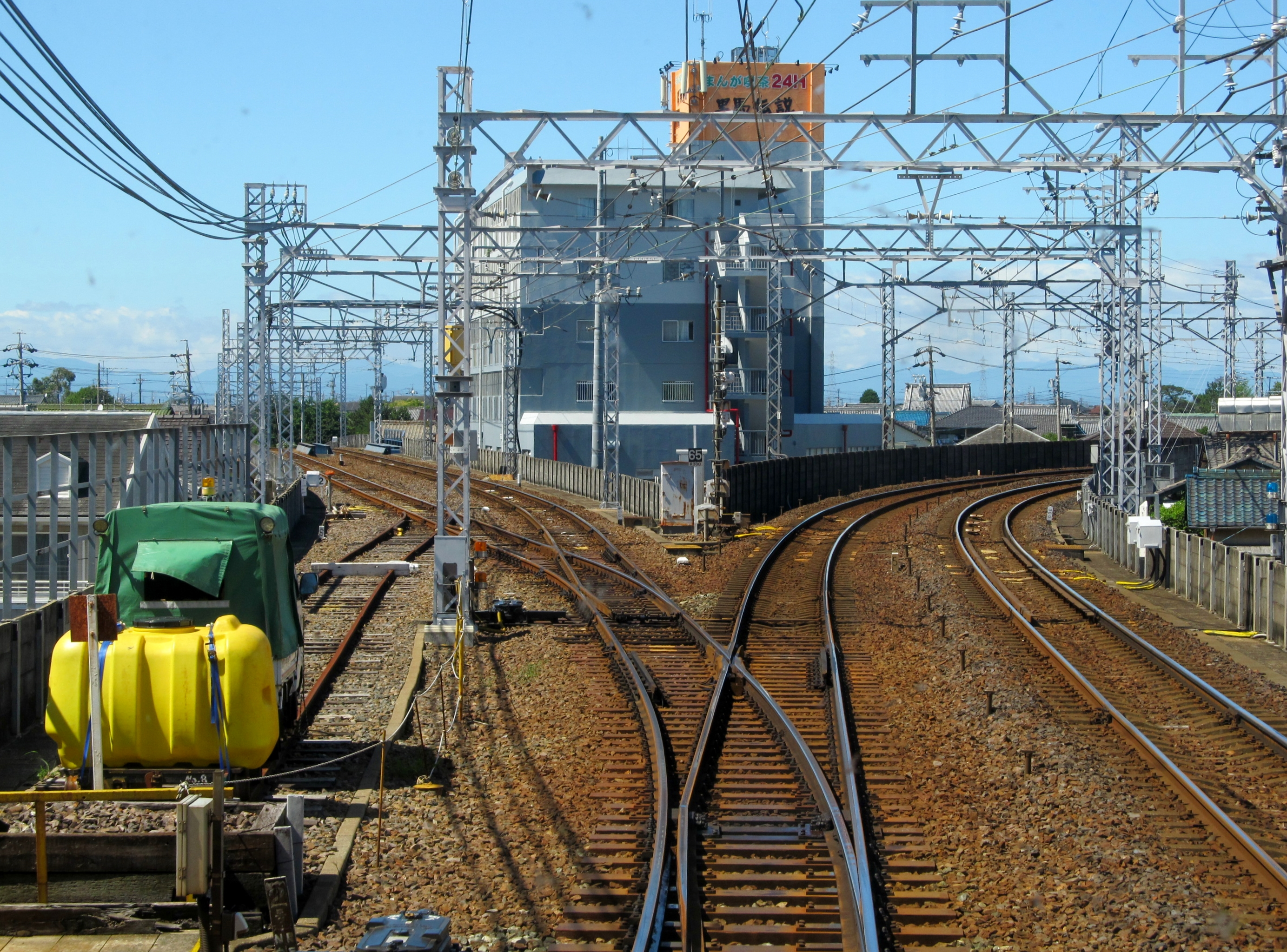
右が津島線、左が尾西線。 左の一宮方面には僅かな単線部分がある。

### 配線図
|            | ↑ 須ヶ口方面                   |            |
|            | 名古屋鉄道 津島駅 構内配線略図 | → 弥富方面 |
|            | ↓ 森上方面                     |            |
| 凡例 出典: |                                |            |

## 利用状況
- 「移動等円滑化取組報告書」によると、2020年度の1日平均乗降人員は9,367人であった[17]。
- 『名鉄120年：近20年のあゆみ』によると2013年度当時の1日平均乗降人員は13,598人であり、この値は名鉄全駅（275駅）中26位、津島線（8駅）中1位、尾西線（22駅）中2位であった[18]。
- 『名古屋鉄道百年史』によると1992年度当時の1日平均乗降人員は17,911人であり、この値は岐阜市内線均一運賃区間内各駅（岐阜市内線・田神線・美濃町線徹明町駅 - 琴塚駅間）を除く名鉄全駅（342駅）中21位、津島線（8駅）中1位、尾西線（23駅）中2位であった[19]。
- 『名鉄 1983』によると、1981年度当時の一日平均乗降人員は19,250人であり、この値は名鉄全駅中15位であった[20]。
- 『創立70周年記念 今日と明日の名鉄』によると、1960年度当時の一日平均乗降人員は11,566人であり、1963年度の値は13,207人であった[21]。
- 『岡崎市戦災復興誌』掲載の統計資料によると、1948年（昭和23年）11月1日 - 1949年（昭和24年）4月30日間の半期における一日平均乗降人員は7,377人であり、この値は名鉄全駅中7位であった[22]。
- 「津島市の統計」によると、各年度の1日平均乗車人員（名鉄バスとの連絡定期乗車分を含む）は以下の通り[23]。

| 年度   | 1日平均 乗車人員 |
| ------ | ---------------- |
| 2005年 | 6,635            |
| 2006年 | 6,579            |
| 2007年 | 6,609            |
| 2008年 | 6,620            |
| 2009年 | 6,460            |
| 2010年 | 6,455            |
| 2011年 | 6,419            |
| 2012年 | 6,464            |
| 2013年 | 6,711            |
| 2014年 | 6,578            |
| 2015年 | 6,806            |
| 2016年 | 6,977            |
| 2017年 | 7,047            |
| 2018年 | 6,105            |
| 2019年 | 5,903            |

尾西線の駅では名古屋本線所属の駅でもある一宮駅に次いで利用客が多く、津島線の駅では最も多い。名鉄名古屋駅までは名鉄バスより早く定時性でも優れるため、朝夕ラッシュの名古屋方面発着列車は非常に混雑する。

## 津島車庫
津島車庫は尾西鉄道の機関庫として発足した車庫で、同社が電化された1923年（大正12年）以降は電車の車両基地となった。名鉄時代も引き続き尾西線の車両、貨車の検査を担当したが、尾西線の架線電圧が600Vから1500Vに昇圧した際に役目を終え、車庫としては廃止された。ただし、車庫廃止後も構内配線は高架化まで留置線として残っていた。
|                                                             | ↑ 須ヶ口・新名古屋方面        |             |
| ← 新一宮 方面                                               | 津島駅 構内配線略図（1957年） | → 弥富 方面 |
| 凡例 出典:停車場配線略図 昭和32年調査。車庫廃止後の留置線。 |                               |             |

## 駅周辺
当駅から西へと津島神社に向かい表参道ではないが、駅前通り（天王通り）が一本伸びており小規模ながら商店街を形成している。駅東側には郊外店を中心とした新たな商業施設地帯が形成されている。

### 主な施設
- 愛知県海部総合庁舎
- 津島法務合同庁舎
- 愛知県津島警察署[27]
- 津島駅前交番
- 津島駅前郵便局（北側高架下）
- 津島市民病院
- 三菱UFJ銀行 津島支店
- あいち銀行 津島支店
- UR都市機構 津島団地
- 津島神社
- フィール 津島店
- ヨシヅヤ 津島本店
- ヨシヅヤ 津島北テラス
- Yストア 津島駅東店
- 野田塾本部・津島校
- エディオン 津島店
- アクロスプラザ 津島店
- ロイヤルホームセンター 津島店

### バス路線
駅構内にバスターミナルがある。停留所名は駅名と同じ「津島」であったが、近年「津島駅」に変更されている。名鉄バスは鉄道（津島線）でも通じている名古屋市中心部方面に路線を伸ばすが、津島線よりも南を通り、あま市甚目寺駅など迂回ルートとなる名鉄津島線とは経路が大きく異なる。津島市 - 大治町 - 名古屋市中村区（名古屋市営地下鉄東山線中村公園駅）方面の直線的ルートを通る系統と、それよりもやや南の名古屋市中川区北部・中村区南部（名古屋市営地下鉄東山線岩塚駅）方面を通る系統が設定されている。
名鉄バス津島営業所は、津島市大坪町へ1997年（平成9年）に移転するまでは当駅付近に存在した。
名鉄バス
- 名鉄バスセンター行
  - 名古屋・津島A線【44】安松経由
  - 岩塚A線【54】地下鉄岩塚経由
- 栄行
  - 名古屋・津島E線【43】安松経由
- 大坪行
  - 名古屋・津島C線【45】東神守経由
  - 岩塚C線【55】百町経由

津島市ふれあいバス
- Aコース：公共施設巡回コース
- Bコース：神島田コース
- Cコース：神守北回りコース
- Dコース：神守南回りコース

海津市コミュニティバス（2025年3月31日までの実証実験運行）
- 海津津島線：海津市役所経由駒野駅行（平日のみ運行）
- 海津津島線：海津市役所行
- 海津津島線：海津市役所経由平田支所行（土休日のみ運行）

## 隣の駅
名古屋鉄道
TB 津島線・尾西線
* ■特急停車駅
■急行・■準急
勝幡駅（TB05） - 津島駅（TB07） - 日比野駅 (TB08)
■普通
藤浪駅（TB06） - 津島駅（TB07） - 日比野駅 (TB08)
BS 尾西線（名鉄一宮〜津島）
■普通
津島駅（TB07） - 町方駅（BS01）